# Comuna de Stromiec
Stromiec (polaco: Gmina Stromiec) é uma gminy (comuna) na Polónia, na voivodia de Mazóvia e no condado de Białobrzeski. A sede do condado é a cidade de Stromiec.
De acordo com os censos de 2004, a comuna tem 5693 habitantes, com uma densidade 36,4 hab/km².

## Área
Estende-se por uma área de 156,47 km², incluindo:
- área agrícola: 58%
- área florestal: 35%

## Demografia
Dados de 30 de Junho 2004:
|                      | Total   | Total | Mulheres | Mulheres | Homens  | Homens |
| -------------------- | ------- | ----- | -------- | -------- | ------- | ------ |
|                      | pessoas | %     | pessoas  | %        | pessoas | %      |
| População            | 5693    | 100   | 2811     | 49,4     | 2882    | 50,6   |
| Densidade (pop./km²) | 36,4    | 100   | 18       | 18       | 18,4    | 18,4   |

De acordo com dados de 2002, o rendimento médio per capita ascendia a 1429,01 zł.

## Subdivisões
- Biała Góra, Bobrek, Bobrek-Kolonia, Boska Wola, Boże, Dobieszyn, Ducka Wola, Grabowy Las, Kolonia Sielce, Krzemień, Ksawerów Nowy, Ksawerów Stary, Lipskie Budy, Małe Boże, Marianki, Matyldzin, Nętne, Niedabyl, Olszowa Dąbrowa, Pietrusin, Piróg, Pokrzywna, Sielce, Stromiec, Stromiecka Wola, Sułków, Zabagnie.

## Comunas vizinhas
- Białobrzegi, Głowaczów, Grabów nad Plilicą, Jedlińsk, Stara Błotnica, Warka